# 치코 해밀턴
치코 해밀턴(Chico Hamilton, 1921년 9월 21일 ~ 2013년 11월 25일)은 미국의 재즈 드러머이자 밴드리더였다.
그는 레스터 영, 게리 멀리건, 카운트 베이시, 리나 혼과 같은 사람들과 함께 조수로 유명해졌다. 해밀턴은 처음에는 첼로를 리드 악기로 연주하는 5인조로 시작했고, 1950년대에는 재즈 밴드로서는 흔치 않은 선택이었고, 그 후 몇년에 걸쳐 쿨 재즈, 포스트밥, 재즈 퓨전을 연주하는 많은 그룹을 이끌었다.

## 생애

### 어린 시절과 경력
포러스토런 해밀턴은 세 형제 중 한명인 캘리포니아주 로스앤젤레스에서 태어났다. 또 다른 형제는 배우 버니 해밀턴이었다.
해밀턴은 찰스 밍거스, 일리노이 자켓, 어니 로얄, 덱스터 고든, 버디 콜렛, 재키 켈소와 함께 밴드 생활을 시작했다.